# Будище (Коропська селищна громада)
Буди́ще — село в Україні, у Коропській селищній громаді Новгород-Сіверського району Чернігівської області. Населення становило 201 особу станом на 01.11.2023 року. До 2016 у складі Будищенської сільської ради. Від 2016 орган місцевого самоврядування — Коропська селищна рада.

## Географія
У селі річка Глинка впадає у річку Бистрик, права притока Десни. В селі є великі ставки.

## Назва
Будищем називалося місце, де виготовляли поташ. Це говорить про те що тут в давнину займалися лісовими промислами. Поташ використовували для відбілювання полотна, виробництва паперу, скла, фаянсу та порцеляни.

## Символіка
Герб села представляє з себе біле тло що символізує поташ, за допомогою якого відбілювали. Синя хвиляста стрічка - річка Бистрик з групою озер на ній. Дві схрещені сокири і листочок дуба - лісові промисли які з давнини годували селян.

## Історія
12 червня 2020 року, відповідно до розпорядження Кабінету Міністрів України № 730-р «Про визначення адміністративних центрів та затвердження територій територіальних громад Чернігівської області», увійшло до складу Коропської селищної громади.
19 липня 2020 року, в результаті адміністративно-територіальної реформи та ліквідації Коропського району, увійшло до складу Новгород-Сіверського району Чернігівської області.

## Персоналії
- В селі похований ботанік та натураліст, фахівець у галузі анатомії та фізіології рослин Борщов Ілля Григорович.